# Salicornia bigelovii
Salicornia bigelovii là loài thực vật có hoa thuộc họ Dền. Loài này được Torr. miêu tả khoa học đầu tiên năm 1859.